# Antoonops
Antoonops is een geslacht van spinnen uit de  familie van de Oonopidae (dwergcelspinnen).

## Soorten
- Antoonops bouaflensis Fannes & Jocqué, 2008
- Antoonops corbulo Fannes & Jocqué, 2008
- Antoonops iita Fannes & Jocqué, 2008
- Antoonops nebula Fannes & Jocqué, 2008